# Пришельцы 2: Коридоры времени
«Пришельцы 2: Коридоры времени» (фр. Les visiteurs 2: Les couloirs du temps) — кинофильм производства Франции. Сюжет фильма является продолжением фильма 1993 года «Пришельцы». Актёры остались теми же, за исключением роли Беатрис, которую играет Мюриэль Робин вместо Валери Лемерсье.

## Сюжет
Фильм является продолжением первой части.
Годфруа де Монмирай возвращается в прошлое в нужный момент и предотвращает смерть своего тестя, изменив направление стрелы арбалета. Также в Средневековье попадает Жакар, которого принимают за Жакуя. Но свадьба Годфруа и Френегонды снова не может состояться. Дело в том, что до перемещения в XX век Жакуй украл драгоценности отца Френегонды и воспользовался ими в будущем. Из-за этого герцога засасывает в коридоры времени. Годфруа берет на себя ответственность за случившееся. Жакар тем временем попадает в руки к инквизитору и приговаривается к сожжению на костре.
В XX веке Жакуй вместе с Жанет пытаются обменять драгоценности на деньги. Беатрис, решив, что Жанет тоже из Средневековья, пытается вернуть её и Жакуя обратно. Но отправить удаётся только Жакуя. Драгоценности у Жанет отбирает приехавшая бывшая жена Юбера, которая узнала о недавнем появлении своего «мужа». Годфруа понимает, что драгоценности украл Жакуй. Вместе они спасают Жакара от инквизиторского огня и пытки, после чего снова отправляются в XX век.
Годфруа встречается с женой Юбера и соглашается присутствовать на свадьбе её дочери, с детства не видевшей своего отца. Тем временем Жакар безуспешно пытается доказать, что был в Средневековье. Годфруа ищет Жакуя, чтобы забрать его с собой, несмотря на то, что последний по-прежнему не желает этого. Но обманом выпив зелье, он тоже исчезает. Правда, Беатрис, сама того не зная, добавила лишний компонент в зелье, в результате чего герои вновь отправляются не в своё время: в 1793 год, в самый разгар Французской революции.

## В ролях
| Актёр           | Роль |
| --------------- | --- |
| Жан Рено        | граф де Монмирай Годфруа Амари де Мальфет де Апремон де Папенкур                                             |
| Кристиан Клавье | обалдуй Жакуй / потомок Жакуя Жак-Анри Жакар / брат Жакуя Проспер Золотарь / Антуан Жакуйе                   |
| Мюриэль Робин   | невеста графа де Монмирая в прошлом Френегонда де Пуй / жена Жан-Пьера в 1993 году Беатрис Гуляр де Монмирай |
| Мари-Анн Шазель | Жанетт Саркле                                                                                                |
| Кристиан Бюжо   | муж Беатрис Жан-Пьер Гуляр                                                                                   |
| Жан-Люк Карон   | Ганелон |
| Пьер Виаль      | маг Эвсебиус/монсеньор Фердинанд Эвсеб                                                                       |
| Жан-Поль Мюэль  | старший сержант Гиббон                                                                                       |
| Ариель Семенофф | Жаклин |
| Дидье Бенюро    | Доктор Бавен                                                                                                 |
| Эрик Аверлан    | Толстый монах                                                                                                |
| Давид Габисон   | Метрдотель                                                                                                   |
| Патрик Бюржель  | Герцог Фульберт де Пуй, отец Френегонды                                                                      |
| Жак Франсуа     | Морис |
| Сильви Жоли     | Жизель |